# Mohammad Salman Hamdani
Mohammad Salman Hamdani (en urdu: محمد سلمان ہمدانی) (Karachi, Pakistán; 28 de diciembre de 1977 - Nueva York, 11 de septiembre de 2001) fue un bioquímico estadounidense de origen paquistaní, cadete del Departamento de Policía de Nueva York y técnico de emergencias sanitarias que falleció en el atentado terrorista contra las Torres Gemelas, adonde se había desplazado para tratar de ayudar. Semanas después del atentado, surgieron informes en los que se relacionó el nombre de Hadmani en una investigación por un posible lazo vinculante con los participantes del atentado, sospecha que resultó ser falsa.

## Primeros años
Natural de la ciudad paquistaní de Karachi, Hamdani se mudó con sus padres a los Estados Unidos cuando tenía 13 meses. Sus dos hermanos pequeños nacieron ya en suelo estadounidense. Su madre, Talat, enseñaba inglés en una escuela secundaria de Queens y su padre, Saleem, era propietario y operador de una tienda de conveniencia en Brooklyn hasta su muerte el 26 de junio de 2004.
La familia vivía en Bayside (Queens), donde Hamdani jugaba al fútbol en el Bayside High School. Se especializó en bioquímica en Queens College mientras trabajaba a tiempo parcial como técnico en emergencias sanitarias. Estudió en Londres su tercer año antes de graduarse en junio de 2001. En julio comenzó a trabajar en la Universidad Rockefeller como técnico de investigación en el Centro de Tecnología de Proteínas / ADN en asociación con el Instituto Médico Howard Hughes.
Estaba decidido a ingresar a la escuela de Medicina, pero si no lo aceptaban, quería convertirse en detective y aplicar sus conocimientos científicos a la medicina forense. Se unió al programa de cadetes del Departamento de Policía de Nueva York, además de continuar trabajando en la Universidad Rockefeller. La noche anterior al 11 de septiembre estaba terminando su solicitud de aceptación para la escuela de Medicina y ayudando a su padre, que acarreaba una enfermedad cardíaca.

## Martes 11 de septiembre de 2001
No hay posibilidad de recrear los pasos que dio aquel martes. Se cree que mientras se dirigía al trabajo en la Universidad Rockefeller, Hamdani presenció el humo que venía de las Torres Gemelas y se apresuró al lugar para ayudar a las víctimas, utilizando su identificación policial y de técnico sanitario para poder pasar los cortes en la zona.
Hamdani fue reportado como desaparecido. Su familia temía que hubiera ido al World Trade Center en un intento de ayudar como técnico de emergencias, pero mantuvieron la esperanza de que el gobierno lo hubiera retenido en secreto debido a su religión. Su madre escribió al presidente George W. Bush para pedir su ayuda en caso de que se encontrara retenido. En las semanas posteriores al ataque, los investigadores del FBI y de la policía neoyorquina comenzaron a interrogar a la familia sobre Hamdani. Su madre dijo que el representante estadounidense Gary Ackerman, cuyo distrito congresional incluía Queens, estaba entre los funcionarios que acudieron a la casa de la familia en Bayside para hacer preguntas sobre su hijo, incluidos los motivos por los que quería convertirse en cadete de la policía, los cibercafés a los que acudía y por qué había estado en Londres. Según la familia, los funcionarios de la CIA también entraron en escena tratando de encontrar a su hijo desaparecido. Confiscaron una foto de graduación universitaria de Hamdani posando con un estudiante de Afganistán.
Los medios comenzaron a informar que la desaparición de Hamdani estaba siendo investigada. Los reporteros aparecieron en la casa de la familia, y hasta el diario New York Post publicó una historia sobre él titulada "¿Desaparecido o escondido? - Misterio del cadete de la policía de Nueva York de Pakistán". Se distribuyeron carteles anónimos de "Se busca" con la foto del cadete de la policía de Nueva York de Hamdani y la petición de detenerlo.

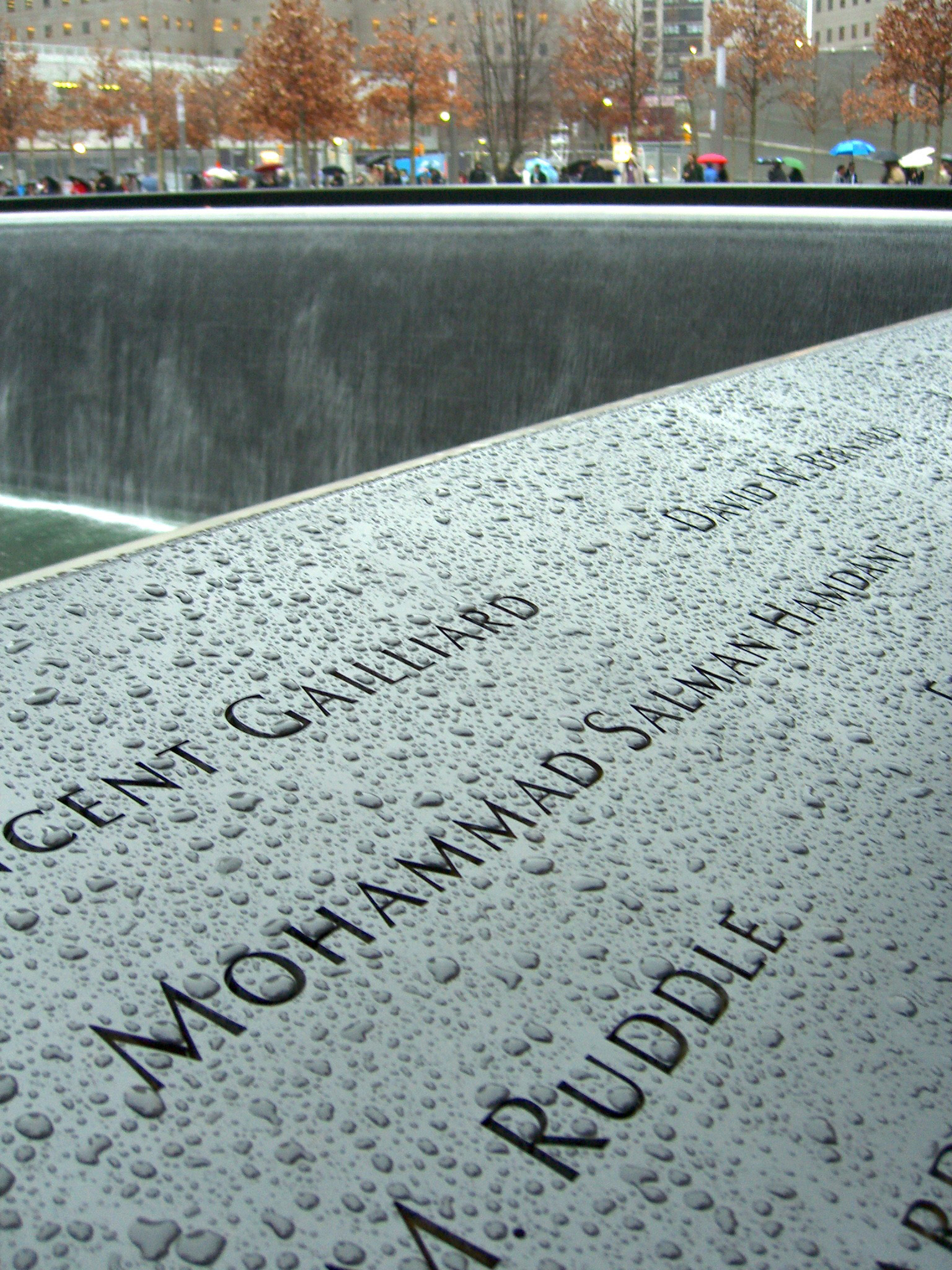
El nombre de Hamdani grabado en el mural del National September 11 Memorial & Museum.

En octubre de 2001, se encontraron restos de un cuerpo, junto con el maletín médico y la identificación de Hamdani, entre los restos de la Torre Norte en la zona cero. Fue declarado héroe por el Congreso estadounidense en octubre, 45 días después de los ataques. Su nombre fue citado en la Ley patriota, promulgada el 26 de octubre de 2001, en la que se hacía referencia a los árabes y musulmanes estadounidenses que ayudaron y actuaron de manera heroica y altruista durante los atentados. Sus restos fueron identificados por cotejo de ADN en marzo de 2002.

## Legado
El 5 de abril de 2002, poco después de que se identificaran sus restos, Hamdani fue aclamado como un héroe por el alcalde Michael Bloomberg, el comisionado de la policía de Nueva York Raymond Kelly y el representante Ackerman en un funeral policial al que asistieron 500 personas en el Centro Cultural Islámico de Nueva York.
En 2002, la Universidad Rockefeller estableció un fondo de becas conmemorativo a nombre de Hamdani para estudiantes paquistaníes-estadounidenses destacados. En 2011, la Queens College Foundation anunció el Salman Hamdani Memorial Award, que se entregaría a un estudiante de último año que haya sido aceptado en la escuela de medicina, haya mostrado interés en la cultura pakistaní y necesite ayuda financiera. El premio fue la forma en que su madre mantuvo vivo el sueño de Salman. "Este es su legado. Dio su vida. Intentaron quitarle la dignidad en la muerte y no pueden hacerlo", dijo su madre Talat.
El 28 de abril de 2014, la esquina de 204th Street y 35th Avenue, en Bayside, pasó a llamarse "Salman Hamdani Way". El concejal Paul Vallone, el músico y activista Salman Ahmad, el asambleísta estatal Edward Braunstein y los residentes locales asistieron a la ceremonia junto con los miembros de la familia de Hamdani.
En el Monumento Nacional del 11 de septiembre, Hamdani es conmemorado en la Piscina Sur, en el panel S-66. A pesar de que fue encontrado bajo los escombros de la Torre Norte, su nombre no está incluido en la correspondiente zona junto a las víctimas de la Torre Norte. The New York Times llegaría a señalar que su nombre fue puesto en el panel final del memorial, "con los nombres de otras personas que no encajaban en las rúbricas que el memorial creó para dar significado a las ubicaciones. Esa sección es para aquellos que solo tenían una conexión suelta, o ninguno, al World Trade Center". Un portavoz del memorial dijo que Hamdani estaba incluido con otras personas que no fueron miembros activos del cuerpo de policía y bomberos y no había recibido la Medalla al Valor de los Héroes del 11 de septiembre. Pese al criterio de no ser nombrado como parte de los profesionales que respondieron a la llamada de emergencia, la policía de Nueva York le ofreció un funeral policial con todos los honores y le presentó a su familia un escudo policial en el primer aniversario de los ataques.